# 레알 마드리드 CF 유니폼 역사
레알 마드리드 CF의 전통적인 주 유니폼 색상은 상, 하의, 양말이 모두 흰색이지만, 창단 전, 구단 내 경기에서는 청색과 적색의 줄무늬를 유니폼에 추가해 양쪽을 구분하는데 사용 (구단의 문양은 보라색 띠가 있는데 이와는 관계가 없다. 띠는 왕관이 문양에서 제거될 때 추가되었고, 이는 카스티야를 상징하는 색상이다.) 했다. 그러나, 오늘날과 다르게 검은 양말을 사용했었다. 이후, 검은 양말은 암청색 양말로 변경되었다.레알 마드리드는 창단 시점부터 주 유니폼의 상의를 흰색으로 사용했다. 그러나, 한 시즌은 상의와 하의가 모두 흰색이 아니였던 시즌이 있다. 그 당시는 1925년 에스코발과 케사다가 손을 본 때였다. 둘은 잉글랜드를 돌아다니며 당시 우아함과 체육정신을 준수하는 것으로 알려진 유명 구단인 런던 연고의 코린시안의 유니폼이 눈에 띄었다. 결국 레알 마드리드는 이 잉글랜드 구단을 따라 검은 하의를 입게 되었지만, 한 시즌만에 이 결정이 뒤집혔다. 바르셀로나와의 컵 대회에서 맞대결을 펼쳤는데, 마드리드에서 1-5, 카탈루냐에서 0-2로 패하면서, 파라헤스 회장은 다른 유니폼을 쓰는 것은 운을 걷어차는 것이라며 흰 유니폼으로 다시 환원했다. 1940년대 초까지, 감독들은 유니폼에 단추를 추가시고 문양을 왼쪽 가슴에 달았는데, 문양은 지금까지 그 자리에 남아있다. 1947년 11월 23일, 아틀레티코 마드리드와 메트로폴리타노 경기장에서 벌인 맞대결에서, 레알 마드리드는 스페인 최초로 등번호가 있는 유니폼을 입었다. 잉글랜드의 리즈 유나이티드는 1960년대부터 유니폼을 파란색에서 흰색으로 바꾸어 당대를 지배한 레알 마드리드의 성공을 재현하려 했다.
레알 마드리드의 전통적인 원정 유니폼 색상은 상, 하의가 파란색이거나 보라색이었다. 유니폼 시장이 활성화되면서, 구단은 한가지 색상으로 통일된 다양한 색상의 유니폼을 제작했는데, 이 중에는 녹색, 빨간색, 주황색, 그리고 검은색을 예로 들 수 있다. 구단의 유니폼은 아디다스가 제작하며, 1998년부터 현재까지 계약을 이어오고 있다. 레알 마드리드의 첫 유니폼 광고 스폰 기업은 차누시로, 1981-82 시즌에 합의를 보아 1984-85 시즌까지 유니폼 정면에 새겨졌다. 이후, 구단은 파르말라트와 계약했고, 오타이사와도 계약한 뒤 1992년에 테카와 장기간 계약을 맺었다. 2001년, 레알 마드리드는 9년간 동행한 테카와 결별하고, 한 시즌동안 레알마드리드닷컴 로고를 정면에 붙여 구단 웹사이트를 홍보했다. 2002년, 지멘스 휴대전화와 계약을 맺었고, 2006년에는 벤Q-지멘스의 로고가 유니폼에 새겨졌다. 벤Q-지멘스가 재정난에 시달리면서 2007년부터 2013년까지 유니폼 후원사는 브윈닷컴이 되었다. 현 스폰사는 에미레이트 항공이다.

## 용품 스폰서십

### 용품 스폰서와 유니폼 광고 스폰서
출처:
| 기간      | 용품 스폰서 | 유니폼 광고 스폰서 |
| --------- | ----------- | ------------------ |
| 1980–1982 | 아디다스    | —                  |
| 1982–1985 | 아디다스    | 차누시             |
| 1985–1989 | 험멜        | 파르말라트         |
| 1989–1991 | 험멜        | 레니 피코          |
| 1991–1992 | 험멜        | 오타이사           |
| 1992–1994 | 험멜        | 테카               |
| 1994–1998 | 켈미        | 테카               |
| 1998–2001 | 아디다스    | 테카               |
| 2001–2002 | 아디다스    | 레알마드리드닷컴 * |
| 2002–2005 | 아디다스    | 지멘스 휴대전화    |
| 2005–2006 | 아디다스    | 지멘스             |
| 2006–2007 | 아디다스    | 벤Q-지멘스         |
| 2007–2013 | 아디다스    | 비윈               |
| 2013–0000 | 아디다스    | 에미레이트 항공    |

- 레알마드리드닷컴은 구단의 새 웹사이트를 홍보할 목적으로 유니폼 정면에 표시되었다.

### 용품 후원 계약
| 용품 스폰서 | 전체 기간 | 계약 발표일 | 계약 기간 | 금액 | 비고 |
| ----------- | --------- | ----------- | --------- | ---- | ---- |
| 아디다스    | 1998–현재 |             |           |      |      |
| 아디다스    | 1998–현재 |             |           |      |      |
| 아디다스    | 1998–현재 |             |           |      |      |
| 아디다스    | 1998–현재 |             |           |      |      |
| 아디다스    | 1998–현재 |             |           |      |      |

## 유니폼 변천사

### 주 유니폼
| 1902–1911 | 1911–1925 | 1925–1926 | 1926–1931 | 1931–1952 | 1955–현재 |

레알 마드리드의 전통적인 주 유니폼 색상은 상, 하의, 양말이 모두 흰색이지만, 창단 전, 구단 내 경기에서는 청색과 적색의 줄무늬를 유니폼에 추가해 양쪽을 구분하는데 사용 (구단의 문양은 보라색 띠가 있는데 이와는 관계가 없다. 띠는 왕관이 문양에서 제거될 때 추가되었고, 이는 카스티야를 상징하는 색상이다.) 했다. 그러나, 오늘날과 다르게 검은 양말을 사용했었다. 이후, 검은 양말은 암청색 양말로 변경되었다. 레알 마드리드는 창단 시점부터 주 유니폼의 상의를 흰색으로 사용했다. 그러나, 한 시즌은 상의와 하의가 모두 흰색이 아니였던 시즌이 있다. 그 당시는 1925년 에스코발과 케사다가 손을 본 때였다. 둘은 잉글랜드를 돌아다니며 당시 우아함과 체육정신을 준수하는 것으로 알려진 유명 구단인 런던 연고의 코린시안의 유니폼이 눈에 띄었다. 결국 레알 마드리드는 이 잉글랜드 구단을 따라 검은 하의를 입게 되었지만, 한 시즌만에 이 결정이 뒤집혔다. 바르셀로나와의 컵 대회에서 맞대결을 펼쳤는데, 마드리드에서 1-5, 카탈루냐에서 0-2로 패하면서, 파라헤스 회장은 다른 유니폼을 쓰는 것은 운을 걷어차는 것이라며 흰 유니폼으로 다시 환원했다. 1940년대 초까지, 감독들은 유니폼에 단추를 추가시고 문양을 왼쪽 가슴에 달았는데, 문양은 지금까지 그 자리에 남아있다. 1947년 11월 23일, 아틀레티코 마드리드와 메트로폴리타노 경기장에서 벌인 맞대결에서, 레알 마드리드는 스페인 최초로 등번호가 있는 유니폼을 입었다. 잉글랜드의 리즈 유나이티드는 1960년대부터 유니폼을 파란색에서 흰색으로 바꾸어 당대를 지배한 레알 마드리드의 성공을 재현하려 했다.
레알 마드리드의 전통적인 원정 유니폼 색상은 상, 하의가 파란색이거나 보라색이었다. 유니폼 시장이 활성화되면서, 구단은 한가지 색상으로 통일된 다양한 색상의 유니폼을 제작했는데, 이 중에는 녹색, 빨간색, 주황색, 그리고 검은색을 예로 들 수 있다. 구단의 유니폼은 아디다스가 제작하며, 1998년부터 현재까지 계약을 이어오고 있다. 레알 마드리드의 첫 유니폼 협찬 기업은 차누시로, 1981-82 시즌에 합의를 보아 1984-85 시즌까지 유니폼 정면에 새겨졌다. 이후, 구단은 파르말라트와 계약했고, 오타이사와도 계약한 뒤 1992년에 테카와 장기간 계약을 맺었다. 2001년, 레알 마드리드는 9년간 동행한 테카와 결별하고, 한 시즌동안 레알마드리드닷컴 로고를 정면에 붙여 구단 웹사이트를 홍보했다. 2002년, 지멘스 휴대전화와 계약을 맺었고, 2006년에는 벤Q-지멘스의 로고가 유니폼에 새겨졌다. 벤Q-지멘스가 재정난에 시달리면서 2007년부터 2013년까지 유니폼 후원사는 브윈닷컴이 되었다. 현 협찬사는 에미레이트 항공이다.

### 홈 유니폼
| 1902-1908 | 1908-1911 | 1911-1914 | 1914-1920 | 1920-1925 | 1925-1926 |

| 1926-1931 | 1931-1941 | 1941-1952 | 1953-1954 | 1954-1955 | 1955-1980 |

| 1980-1982 | 1982-1984 | 1984-1986 | 1986-1989 | 1989-1990 | 1990-1992 |

| 1992-1993 | 1993-1994 | 1994-1996 | 1996-1997 | 1997-1998 | 1998-2000 |

| 2000-2001 | 2001-2002 | 2002-2003 (4) | 2003-2004 | 2004-2005 | 2005-2006 |

| 2006-2007 | 2007-2008 | 2008-2009 | 2009-2010 | 2010-2011 | 2011-2012 |

| 2012-2013 | 2013-2014 | 2014-2015 | 2015-2016 | 2016-2017 | 2017-2018 |

| 2018-2019 | 2019–2020 |

### 원정 유니폼
| 1902-1908 (2) | 1908-1911 | 1911-1914 | 1914-1920 | 1920-1925 | 1925-1926 |

| 1926-1931 | 1931-1939 | 1939-1941 | 1941-1952 | 1952-1955 | 1955-1981 |

| 1981-1982 | 1982-1985 | 1985-1986 | 1986-1989 | 1989-1990 | 1990-1992 |

| 1992-1993 | 1993-1994 | 1994-1996 | 1996-1997 | 1997-1998 | 1998-1999 |

| 1999-2001 | 2001-2002 | 2002-2003 2 | 2003-2004 | 2004-2005 | 2005-2006 |

| 2006-2007 | 2007-2008 | 2008-2009 | 2009-2010 | 2010-2011 | 2011-2012 |  |

| 2012-2013 | 2013-2014 | 2014-2015 | 2015-2016 | 2016-2017 | 2017-2018 |

| 2018-2019 | 2019–2020 |